# All night long (película de 1992)
All Night Long (オールナイトロング, Ooru Naito rongu ? ) es una película japonesa de 1992, dirigida por Katsuya Matsumura. La primera de seis entregas hasta la fecha. Matsumura ganó el premio, como nuevo mejor director en "Yokohama Film Festival", por la realización de esta película.

## Sinopsis
Tres estudiantes, cada uno de distinta extracción, se unen por el hecho de ser testigos del apuñalamiento de una jovencita. Más tarde un violador ataca a una amiga en común, y los tres chicos juran no parar hasta vengarse.